# Westview (Florida)
Westview ist  ein census-designated place (CDP) im Miami-Dade County im US-Bundesstaat Florida. Das U.S. Census Bureau hat bei der Volkszählung 2020 eine Einwohnerzahl von 9.923 ermittelt. 

## Geographie
Westview grenzt direkt an die Städte Hialeah, Opa-locka und North Miami und liegt etwa 10 km nördlich von Miami. Der CDP wird von den Florida State Roads 9, 916, 924 und 932 durchquert bzw. tangiert.

## Demographische Daten
Laut der Volkszählung 2010 verteilten sich die damaligen 9650 Einwohner auf 3251 Haushalte. Die Bevölkerungsdichte lag bei 1191,4 Einw./km². 23,7 % der Bevölkerung bezeichneten sich als Weiße, 69,5 % als Afroamerikaner, 0,3 % als Indianer und 0,2 % als Asian Americans. 3,6 % gaben die Angehörigkeit zu einer anderen Ethnie und 2,8 % zu mehreren Ethnien an. 29,6 % der Bevölkerung bestand aus Hispanics oder Latinos.
Im Jahr 2010 lebten in 37,8 % aller Haushalte Kinder unter 18 Jahren sowie 36,2 % aller Haushalte Personen mit mindestens 65 Jahren. 72,7 % der Haushalte waren Familienhaushalte (bestehend aus verheirateten Paaren mit oder ohne Nachkommen bzw. einem Elternteil mit Nachkomme). Die durchschnittliche Größe eines Haushalts lag bei 3,11 Personen und die durchschnittliche Familiengröße bei 3,62 Personen.
26,1 % der Bevölkerung waren jünger als 20 Jahre, 26,7 % waren 20 bis 39 Jahre alt, 26,7 % waren 40 bis 59 Jahre alt und 20,3 % waren mindestens 60 Jahre alt. Das mittlere Alter betrug 38 Jahre. 46,9 % der Bevölkerung waren männlich und 53,1 % weiblich.
Das durchschnittliche Jahreseinkommen lag bei 34.571 $, dabei lebten 20,7 % der Bevölkerung unter der Armutsgrenze.
Im Jahr 2000 war Englisch die Muttersprache von 68,38 % der Bevölkerung, spanisch sprachen 20,61 % und 11,01 % hatten eine andere Muttersprache.